# Scotognapha paivai
Scotognapha paivai är en spindelart som först beskrevs av John Blackwall 1864.  Scotognapha paivai ingår i släktet Scotognapha och familjen plattbuksspindlar. Inga underarter finns listade i Catalogue of Life.